# Лонгория, Ева
Е́ва Жакли́н Лонго́рия Басто́н (англ. Eva Jacqueline Longoria Bastón; род. 15 марта 1975, Корпус-Кристи) — американская актриса, продюсер, режиссёр, модель, активист и предприниматель. Наиболее известна по роли Габриэль Солис в телесериале «Отчаянные домохозяйки» (2004—2012).

## Ранние годы
Лонгория родилась в городе Корпус-Кристи, Техас, США. Её родители Энрике Лонгория-ст. и Элла Ева Мирелес имеют мексиканское происхождение. У Евы есть три старших сестры: Элизабет Джудина, Эмили Жанетт и Эсмеральда Джозефина. Ева — одна из четырёх сестёр с карими глазами и смуглой кожей.
В детстве она жила на ранчо. Она вспоминала, что у них было 19 кошек: сёстры постоянно приносили домой бездомных котят, а мать сразу же начинала их лечить; так они и оставались на ранчо.
Лонгория посещала Marvin P. Baker Middle School и позднее Roy Miller High School в родном городе, впоследствии получила степень бакалавра наук в области кинезиологии в университете Texas A&M University–Kingsville, расположенном в соседнем городе Кингсвилл. Во время обучения она выиграла в 1998 году титул «Мисс Корпус-Кристи». После окончания колледжа Лонгория участвовала в конкурсе талантов, который привёл её в Лос-Анджелес; там её заметили, и она вскоре обзавелась собственным агентом.

## Карьера

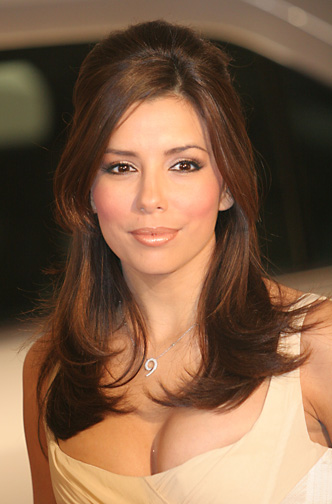
Лонгория в 2006 году

Лонгория дебютировала с незначительной роли стюардессы в эпизоде сериала «Беверли-Хиллз, 90210» в 2000 году. Следующая маленькая гостевая роль в дневной мыльной опере «Главный госпиталь» привела её в другую мыльную оперу «Молодые и дерзкие», где она играла роль истеричной Изабеллы Бранья Уильямс в 2001—2003 годах. После она снялась в сериале «Прочная сеть», который был создан Диком Вульфом.
В 2004 году Лонгория получила роль Габриэль Солис в телесериале «Отчаянные домохозяйки». Эта роль принесла актрисе широкую известность, и она была номинирована на премию «Золотой глобус» за лучшую женскую роль в телевизионном сериале — комедия или мюзикл в 2006 году. Шоу завершилось в 2012 году после восьми сезонов.
В 2006 году Лонгория впервые сыграла роль в кино в детективном триллере «Охранник» с Кифером Сазерлендом и Майклом Дугласом, и в этом же году появилась в фильме «Крутые времена» с Фредди Родригесом и Кристианом Бейлом. Тем не менее её карьера на большом экране не имела успеха и Лонгория сыграла лишь одну главную роль в крупном кино — в провальной комедии 2008 года «Невеста с того света», за игру в которой она получила негативные отзывы от критиков. С тех пор она снялась в низкобюджетных фильмах «Низшее образование», «Нет мужчин — нет проблем» и «Прибрежное диско», которые получали негативные отзывы от критиков и выпускались сразу на видео.
На волне успеха сериала «Отчаянные домохозяйки» Лонгория стала часто появляться в журналах и рекламных роликах. Также она была #1 в списке «Самые горячие женщины-знаменитости» по версии Maxim в 2005 и 2006, став первой женщиной, возглавившей этот список два года подряд. А в 2007 она была уже на #9 в этом списке. В 2005 году она заключила контракт с L’Oréal. Она также стала ведущей церемонии MTV Europe Music Awards в 2010 году.

### Бизнес
В 2008 году Лонгория открыла в пригороде Лос-Анджелеса ресторан под названием Beso, что на испанском значит «поцелуй». А в декабре 2009 открыла второй Beso в Лас-Вегасе. В первые выходные апреля 2011 года Лонгория представила свою первую кулинарную книгу «Кухня Евы: Готовьте с любовью семье и друзьям» (англ. Eva's Kitchen: Cooking with Love for Family and Friends).
В 2019 году Ева Лонгория запустила свой бренд обуви Eva Longoria Collection. Помимо обуви у Лонгории есть ещё бренд одежды и парфюмерии и сама она активно сотрудничает с разными брендами. 

### Благотворительность
В 2006 году Лонгория основала благотворительную организацию «Eva’s Heroes», которая помогает детям-инвалидам. Также она является представителем «PADRES Contra El Cancer». Также она объединилась с Кирстен Данст и участвовала в ежегодном благотворительном мероприятии — сборе средств для детских реабилитационных центров в Мексике, Telethon for Rehabilitation Centers for Children, в 2009 году. В 2010 году получила награду NOBLE Prize за активную деятельность в сфере благотворительности. Также Ева поддерживает «Национальный центр исчезновения и эксплуатации детей», «National Stroke Association», проект «Дом» и «St. Jude Children’s Research Hospital». Лонгория также является продюсером снимающегося документального фильма «The Harvest» о 500,000 детях-мигрантах, занятых на сельхозработах в США, и помогает собирать средства для съёмок фильма. В 2009 году она поступила в магистратуру на изучение чикано (мексиканцев) и политологии в университет California State University, Northridge, по её словам это поможет ей лучше узнать свой народ и помочь ей в её благотворительной деятельности.

## Личная жизнь

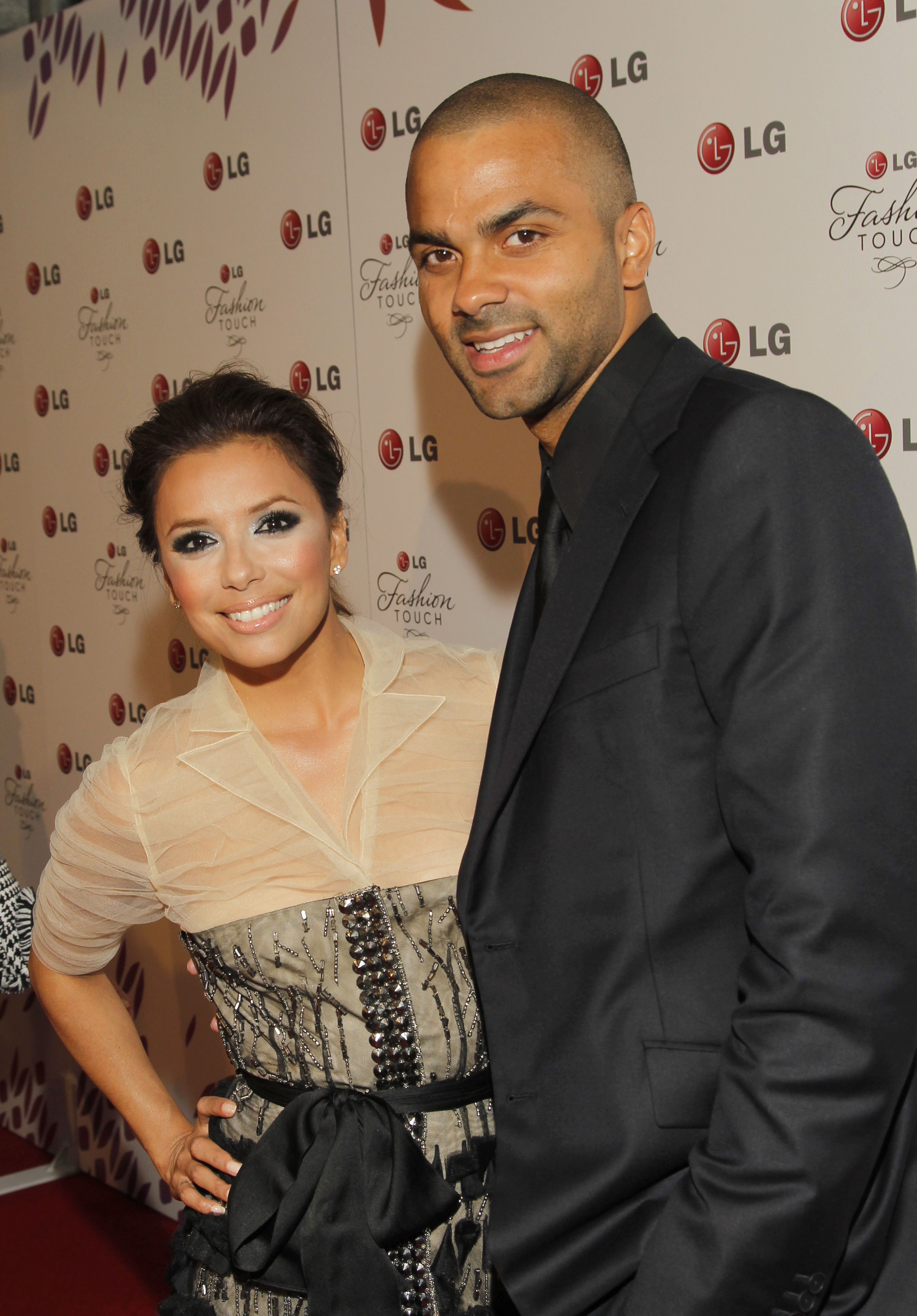
Лонгория с бывшим мужем Тони Паркером в 2010 году

Лонгория была замужем (2002—2004) за звездой сериала «Главный госпиталь» актёром Тайлером Кристофером.
30 ноября 2006 года после двух лет отношений Лонгория обручилась с баскетболистом Тони Паркером, игроком клуба НБА «Сан-Антонио Спёрс» 7 июля 2007 года они поженились в парижской римско-католической церкви XII века. По истечении 3 лет совместной жизни, Лонгория подала 17 ноября 2010 года заявление о расторжении брака, мотивируя своё решение «непримиримыми разногласиями». В заявлении о расторжении брака Лонгория, взявшая фамилию мужа — Паркер, попросила восстановления её девичьей фамилии — Ева Жаклин Лонгория. 28 января 2011 года развод был окончательно оформлен.
21 мая 2016 года после трёх лет отношений Лонгория вышла замуж за мексиканского бизнесмена Хосе Антонио Бастона, владельца крупнейшей медиакомпании в Латинской Америке «Televisa». 19 июня 2018 года у них родился сын Сантьяго Энрике Бастон.

## Избранная фильмография
| Год       |     | Русское название              | Оригинальное название          | Роль                      |
| --------- | --- | ----------------------------- | ------------------------------ | ------------------------- |
| 2000      | с   | Беверли-Хиллз, 90210          | Beverly Hills, 90210           | стюардесса #3             |
| 2000      | с   | Главный госпиталь             | General Hospital               | двойник Бренды Баррет     |
| 2001—2003 | с   | Молодые и дерзкие             | The Young and the Restless     | Изабелла Бранья Уильямс   |
| 2003      | в   | Снитч                         | Snitch’d                       | Габби                     |
| 2004      | в   | Сеньорита правосудия          | Señorita Justice               | детектив Роселин Мартинес |
| 2004      | тф  | Только мёртвые знают          | The Dead Will Tell             | Джини                     |
| 2003—2004 | с   | Прочная сеть                  | Dragnet                        | детектив Глория Дуран     |
| 2004      | в   | Избежать расплаты             | Carlita's Secret               | Карлита / Лексус          |
| 2004—2012 | с   | Отчаянные домохозяйки         | Desperate Housewives           | Габриэль Солис / Лэнг     |
| 2005      | кор | Инстинкт Хастлера             | Hustler's Instinct             | Ванесса Сантос            |
| 2005      | ф   | Крутые времена                | Harsh Times                    | Сильвия                   |
| 2006      | с   | Джордж Лопес                  | George Lopez                   | Брук                      |
| 2006      | ф   | Охранник                      | The Sentinel                   | Джилл Марин               |
| 2007      | ф   | Девушка моих кошмаров         | The Heartbreak Kid             | Консуэла                  |
| 2008      | ф   | Невеста с того света          | Over Her Dead Body             | Кейт                      |
| 2008      | ф   | Низшее образование            | Lower Learning                 | Ребекка Сибрук            |
| 2008      | с   | Дэцкая больница               | Childrens' Hospital            | новый шеф                 |
| 2011      | ф   | Нет мужчин — нет проблем      | Without Men                    | Росальба                  |
| 2011      | мф  | Секретная служба Санта-Клауса | Arthur Christmas               | шеф ДеСильва              |
| 2012      | ф   | Кристиада                     | For Greater Glory              | Тулита                    |
| 2009      | мф  | Ночь в супермаркете           | Foodfight!                     | Леди Х                    |
| 2012      | ф   | Изгои из Бэйтауна             | The Baytown Disco              | Селеста                   |
| 2012      | ф   | Тёмная правда                 | The Truth                      | Миа Франсис               |
| 2013      | ф   | Сумасшедший вид любви         | Crazy Kind of Love             | Марион                    |
| 2013—2015 | с   | Коварные горничные            | Devious Maids                  | исполнительный продюсер   |
| 2014      | ф   | Фронтера                      | Frontera                       | Паулина                   |
| 2014      | ф   | Джон Уик                      | John Wick                      | продюсер                  |
| 2013—2015 | с   | Бруклин 9-9                   | Brooklyn Nine-Nine             | София Перес               |
| 2015      | ф   | Любой день                    | Any Day                        | Джолин                    |
| 2018      | ф   | За бортом                     | Overboard                      | Тереза                    |
| 2019      | ф   | Дора и затерянный город       | Dora and the Lost City of Gold | Елена                     |